# Дейчер, Мацей
Мацей Дейчер (пол. Maciej Dejczer; род. 15 июля 1953, Гданьск, Польская Народная Республика) — польский режиссёр и сценарист. Лауреат Европейской премии в области киноискусства в номинации «Европейское открытие года» (1989) и «Золотого льва» Гдыньского кинофестиваля (1990).

## Биография
Родился в Гданьске 15 июля 1953 года. Обучался в 3-й средней школе имени героев Вестерплатте в Гданьске, которую окончил в 1972 году. В 1977 году окончил факультет польской филологии Гданьского университета, в 1984 году — факультет радио и телевидения Силезского университета в Катовице. В 1983 году его картина «Мальчики» получила приз в номинации Лучший документальный фильм на Мюнхенском кинофестивале. В 1987 году он завоевал приз того же фестиваля в номинации Лучший художественный фильм.
В 1989 году его фильм «300 миль до небес», основанный на реальной истории, получил приз «Феликс» в категории «Лучший молодёжный европейский фильм» и премию иностранных журналистов на фестивале польских художественных фильмов в Гдыне, а в 1990 году — премию юной аудитории на Международном кинофестивале в Каннах и «Золотого льва» на 15-м фестивале польских художественных фильмов в номинации Лучшая режиссура. В 1989—1991 годах он был членом Комитета по кинематографии.
Состоял в браке с актрисой Моникой Квятковской.

## Фильмография
| Год       | Фильм                                                   |
| --------- | ------------------------------------------------------- |
| 1986      | «Дети свалок» (пол. Dzieci śmieci)                      |
| 1989      | «300 миль до небес» (пол. 300 mil do nieba)             |
| 1993      | «Так должно было б быть» (пол. To musisz być ty)        |
| 1994      | «Как есть» (пол. Jest jak jest)                         |
| 1997      | «Бандитка» (пол. Bandyta)                               |
| 1999—2000 | «Нежность и ложь» (пол. Czułość i kłamstwa)             |
| 2000—2006 | «М. как милость» (пол. M jak miłość)                    |
| 2001—2003 | «И в горе, и в радости» (пол. Na dobre i na złe)        |
| 2002—2006 | «Сама жизнь» (пол. Samo życie)                          |
| 2004—2005 | «Офицер» (пол. Oficer)                                  |
| 2005—2006 | «Магда М.» (пол. Magda M.)                              |
| 2006      | «Клиника одиноких сердец» (пол. Klinika samotnych serc) |
| 2006      | «Офицеры» (пол. Oficerowie)                             |
| 2007      | «Третий офицер» (пол. Trzeci oficer)                    |
| 2008      | «Отец Матеуш» (пол. Ojciec Mateusz)                     |
| 2009      | «Сейчас или никогда!» (пол. Teraz albo nigdy!)          |
| 2011      | «Усмешка судьбы» (пол. Chichot losu)                    |
| 2012      | «Миссия Афганистан» (пол. Misja Afganistan)             |
| 2015      | «Пожарные» (пол. Strażacy)                              |
| 2015      | «Письма к М. 2» (пол. Listy do M. 2)                    |